# Dime quién soy (serie de televisión)
Dime quién soy es una serie de televisión española de drama histórico creada por José Manuel Lorenzo. La serie es una adaptación de la novela histórica Dime quién soy escrita por Julia Navarro. Dirigida por Eduard Cortés y escrita por Piti Español, se estrenó el 4 de diciembre de 2020 en Movistar+.

## Sinopsis
Guillermo Albi, un periodista madrileño recibe la propuesta de una mujer rica de investigar la misteriosa vida de su bisabuela, Amelia Garayoa, una mujer de la que solo se sabe que huyó con un comunista francés, abandonando a su hijo Javier y a su esposo Santiago Carranza antes de que estallara la guerra civil española. Pero lo que la familia desconoce es una apasionante vida repleta de inimaginables experiencias alrededor del mundo del espionaje, amor e intriga, en las que Amelia tendrá que buscar la mejor salida posible de las tragedias que pareciera que la persiguen a lo largo de su azarosa vida.

## Reparto y personajes

### Principal
- Irene Escolar como Amelia Garayoa.[2]
- Oriol Pla como Pierre Comte.
- Pierre Kiwitt como Max von Schumann.
- Maria Pia Calzone como Carla Alessandrini.
- Will Keen como Albert James.

### Secundarios
- Oleg Kricunova como Krisov.[2]
- Pablo Derqui como Santiago.
- Stefan Weinert como Ulrich Jürgens.
- Nicolas Carpentier como Jean Deuville.
- Lana Vlady como Anushka.
- Joan Frank Charansonnet como Viktor Sòbloev.
- Francis Lorenzo como Javier Carranza.[3]

### Invitados
- Carlos Hipólito como Juan Garayoa.
- Valeria Alonso como Gloria Hertz.
- Carolina Yuste como Lola.
- Itsaso Arana como Edurne.[2]
- Algis Arlauskas como Doctor.
- Juan Martín Gravina como Fernando Vallejo.
- Jordi Planas	como José Rosales.
- Alberto Ruano	como Martin Hertz.
- Lucía Caraballo como Antonietta Garayoa.

## Episodios
| N.º | Título      | Dirigido por  | Escrito por  | Fecha de lanzamiento original |
| --- | ----------- | ------------- | ------------ | ----------------------------- |
| 1 | «Amelia»    | Eduard Cortés | Piti Español | 4 de diciembre de 2020        |
| Madrid, 1934. Influenciada por su familia y, tratando de salvar la fábrica de su padre, Amelia Garayoa se casa con Santiago, un empresario adinerado. Todo cambia el día que conoce a Pierre, un joven comunista que le hará replantearse su vida. |             |               |              |                               |
| 2 | «Pierre»    | Eduard Cortés | Piti Español | 4 de diciembre de 2020        |
| Buenos Aires, 1936. De la mano de la estrella de la ópera Carla Alessandrini, Amelia se establecerá en la ciudad. Tras descubrir un hecho que cambiará sus planes de futuro, conocerá a Max, un general alemán del que se hace amiga.              |             |               |              |                               |
| 3 | «Anushka»   | Eduard Cortés | Piti Español | 11 de diciembre de 2020       |
| Moscú, 1938. Amelia y Pierre llegan a Rusia para iniciar una nueva vida. Al poco tiempo, las cosas empiezan a torcerse. La llegada de un periodista amigo de la pareja, será vital para ayudarles ante sus nuevos problemas.                       |             |               |              |                               |
| 4 | «Santiago»  | Eduard Cortés | Piti Español | 18 de diciembre de 2020       |
| Madrid, 1938. Tras abandonar Moscú y volver a Madrid, Amelia descubre que la vida que dejó hace 4 años ha cambiado por completo. La victoria del franquismo lleva a Amelia a buscar cualquier alternativa para salvar a su familia.                |             |               |              |                               |
| 5 | «Albert»    | Eduard Cortés | Piti Español | 25 de diciembre de 2020       |
| Berlín, 1936. Empujada por su firme ideología en contra del nazismo, Amelia aceptará la propuesta de trabajar para el Gobierno británico. Esta decisión le hará enfrentarse a sus propios valores.                                                 |             |               |              |                               |
| 6 | «Max»       | Eduard Cortés | Piti Español | 1 de enero de 2021            |
| Varsovia 1941. Tratando de conseguir información, Amelia se enfrentará a su trabajo más complejo y más peligroso. |             |               |              |                               |
| 7 | «Jurgens»   | Eduard Cortés | Piti Español | 1 de enero de 2021            |
| Roma 1942. Tras su marcha a Italia, Amelia tiene la oportunidad de conocer un poco más a Carla Alessandrini, al tiempo que se enfrenta a nuevos desafíos.                                                                                          |             |               |              |                               |
| 8 | «Albatros»  | Eduard Cortés | Piti Español | 1 de enero de 2021            |
| Atenas 1944. Amelia es enviada a Grecia para investigar los movimientos de un alto cargo alemán amigo íntimo de Max, que ha desaparecido. |             |               |              |                               |
| 9 | «Friedrich» | Eduard Cortés | Piti Español | 1 de enero de 2021            |
| Berlín 1961. Amelia disfruta de una vida tranquila pero una última misión hace que retome su faceta de espía. |             |               |              |                               |

## Producción
El 30 de agosto de 2016, comenzó la producción de la serie basada en la novela homónima de la escritora Julia Navarro, quien, por primera vez, dio el visto bueno a una de las adaptaciones de su obra. Ella misma, junto con los directores Fernando González Molina y José Manuel Lorenzo, es la responsable del proyecto. La producción de la serie corre a cargo de Movistar+, entre otras, que también será la encargada de distribuirla. Tras un lento proceso de producción, la ansiada adaptación inició su rodaje en  julio de 2019, finalizándolo ocho meses después. El 13 de junio, un mes antes, se anunció que Irene Escolar se convertiría en la protagonista interpretando al personaje de Amelia Garayoa.
El estreno oficial en la plataforma de Movistar+ fue el 4 de diciembre de 2020; meses antes, la propia plataforma de Telefónica presentó por primera vez los tres primeros capítulos de la adaptación en  la 68.ª edición del  Festival de San Sebastián el 21 de septiembre de 2020.

#### Filmación
Con más de 300 localizaciones entre escenarios naturales, decorados construidos y recreaciones digitales, Dime quién soy, dirigida por Eduard Cortés, cuenta con un equipo técnico de más de 200 profesionales entre España y Hungría. Algunas de las localizaciones elegidas se encuentran en ciudades españolas como: Madrid, Toledo, Segovia, Alicante o Alcoy; así como en la capital húngara, Budapest o Fót y Komárom.